# Zell (Moorenweis)
Zell ist ein Gemeindeteil von Moorenweis im oberbayerischen Landkreis Fürstenfeldbruck. Der Weiler liegt circa vier Kilometer nordwestlich von Moorenweis.

## Geschichte
Der Ort soll auf eine Gründung des Klosters Benediktbeuern zurückgehen. Im Jahr 1340 wurde Zell an den Ritter Stephan von Schmiechen verkauft. Danach erscheinen das Kloster Ettal und die Grafen von Seefeld als Eigentümer.

## Baudenkmäler

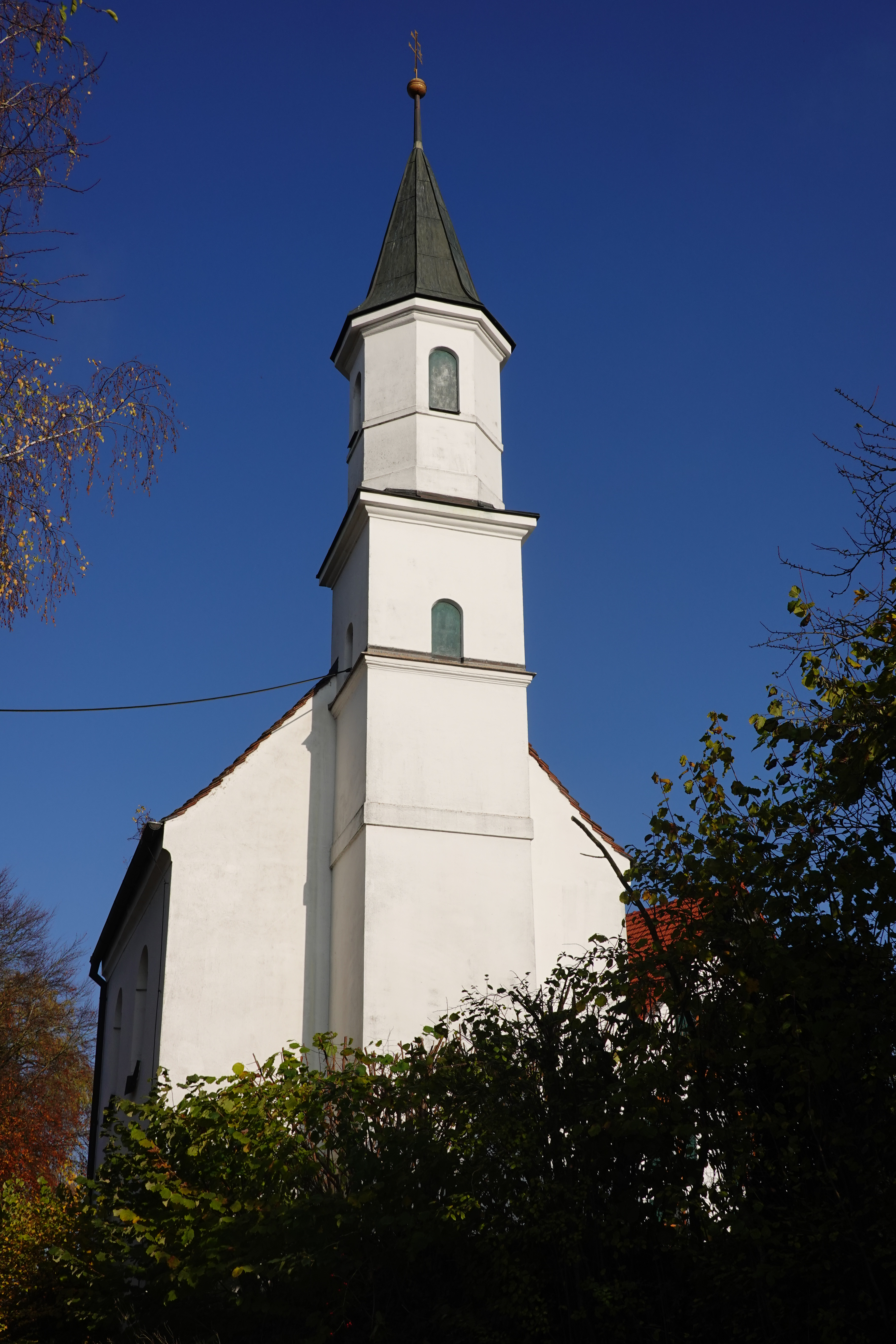
Kirche St. Sebastian

Siehe auch: Liste der Baudenkmäler in Zell
- Katholische Filialkirche St. Sebastian